# 摄政公园圣马可堂

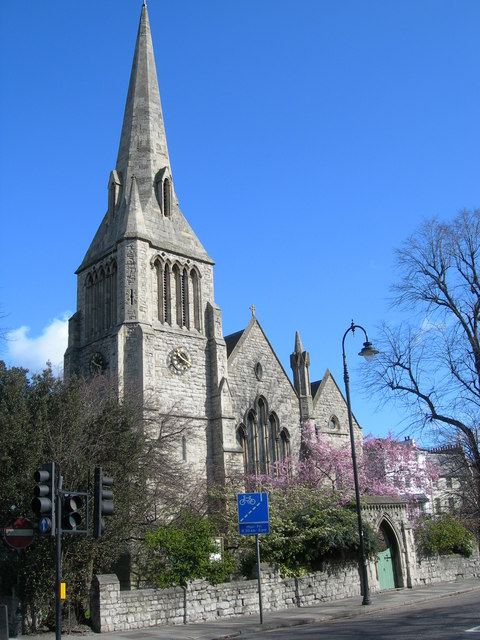
摄政公园圣马可堂

摄政公园圣马可堂（St Mark's Regents Park）位于伦敦的卡姆登区，靠近阿尔伯特王子路或摄政公园。该堂建于1851-1852年，于1853年献堂，属于英国圣公会伦敦教区。 该堂最初由托马斯·利特尔设计，1888-90年由阿瑟·布洛姆菲尔德进行改建，早期英国风格，用肯特郡碎石建造。
这座教堂在1940年的不列颠战役中被毁，1957年10月，修复后的教堂献堂，这是伦敦第一座完全重建的圣公会教堂。 它被列为二级登录建筑。

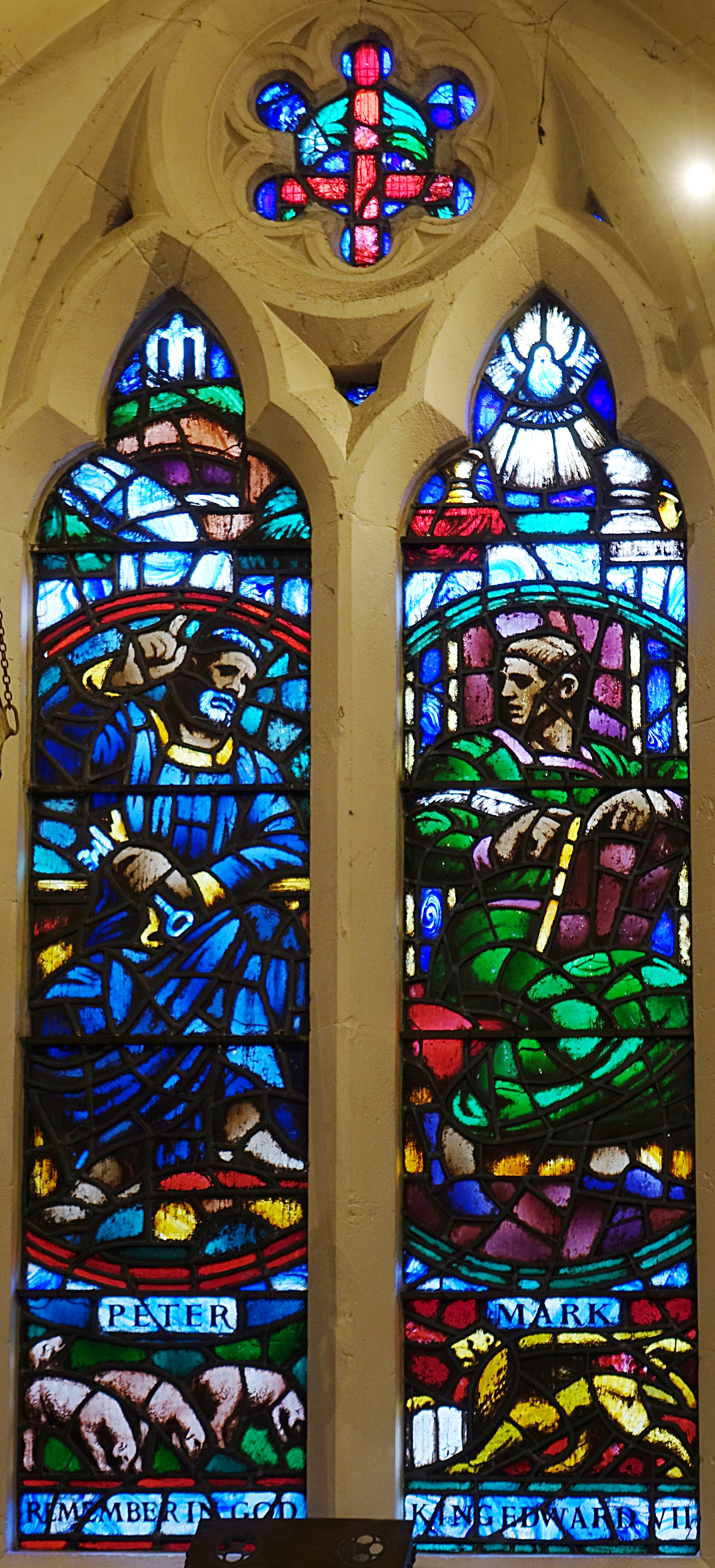
花窗玻璃

教堂内的花窗玻璃（1957年），描绘圣彼得和圣马可，由布莱恩·托马斯创作。祭坛围屏是尼尼安·康珀爵士的作品。